# 셴쑤지
셴쑤지(중국어 정체자: 鹹酥雞, 병음: xiánsūjī), 끼암소께(민난어: kiâm-so͘-ke), 또는 옌쑤지(중국어 정체자: 鹽酥雞, 병음: yánsūjī)는 대만의 닭튀김이다. 서양식 팝콘 치킨의 기원이 되는 음식이다.

## 같이 보기
- 팝콘 치킨